# Nenê (football, 1983)
Pour les articles homonymes, voir Nene.
Ânderson Miguel da Silva plus souvent appelé Nenê, est un footballeur brésilien né le 28 juillet 1983 à São Paulo. Il évolue au poste d'attaquant.

## Biographie
Il termine meilleur buteur du Championnat du Portugal lors de la saison 2008-2009 en inscrivant 20 buts.
Le 24 juin 2009, il signe un contrat de 4 ans en faveur du Cagliari Calcio.